# Банников, Иван Степанович
Иван Степанович Банников (23 марта 1914 года, село Новоузели, Бугурусланский уезд, Самарская губерния, Российская империя — 10 февраля 1975 года, Душанбе, Таджикская ССР) — бригадир тракторной бригады 2-й Сталинабадской МТС Сталинабадской области, Таджикская ССР. Герой Социалистического Труда (1948).

## Биография
Родился в 1914 году в крестьянской семье в селе Новоузели Бугурусланского уезда. До 1935 года трудился трактористом в колхозе родного села. С 1936 года — бригадир тракторной бригады Сталинабадской МТС в Сталинабадской области Таджикской ССР.
Участвовал в Великой Отечественной войне. Воевал командиром отделения взвода 3-го стрелкового батальона 240-го гвардейского стрелкового полка 14-й гвардейской стрелковой дивизии 8-й гвардейской армии. После демобилизации в 1945 году возвратился в Сталинабадскую область и продолжил трудиться бригадиром трактористом на Сталинабадской МТС.
В 1947 году бригада Ивана Банникова получила в среднем по 55 центнеров хлопка-сырца с каждого гектара на участке площадью 60 гектаров. Указом Президиума Верховного Совета СССР от 1 марта 1948 года «за получение высокого урожая хлопка при выполнении колхозом обязательных поставок и натуроплаты за работу МТС в 1947 году и обеспеченности семенами зерновых культур для весеннего сева 1948 года» удостоен звания Героя Социалистического Труда с вручением ордена Ленина и золотой медали «Серп и Молот».
С 1951 года трудился помощником механика на машинно-экскаваторной станции, с 1953 года — тракторист 2-й и 1-й Сталинабадской МТС. С 1959 года проживал в Душанбе, где работал слесарем в Душанбинском СМУ и Отделе капительного строительства Главного строительного Управления Министерства внутренних дел Таджикской ССР.
В 1974 году вышел на пенсию. Скончался в 1975 году в Душанбе.
Награды
- Герой Социалистического Труда
- Орден Ленина
- Медаль «За отвагу» (01.09.1943)
- Медаль «За доблестный труд в Великой Отечественной войне 1941—1945 гг.»
- Почётная грамота Президиума Верховного Совета Таджикской ССР